# Murat Hacıoğlu
Murat Hacıoğlu (* 10. Juni 1979 in Ardeşen, Türkei) ist ein türkischer Fußballspieler, der zurzeit für Sarıyer SK spielt.

## Karriere

### Vereinskarriere
Hacıoğlu begann mit dem Vereinsfußball als Elfjähriger in der Jugend des damaligen Erstligisten MKE Ankaragücü. Hier nahm er an einem Auswahlturnier für die Jugendmannschaft von Ankaragücü teil und wurde aus 200 Teilnehmern in die Jugendmannschaft aufgenommen.
Hacıoğlu spielte in seiner Karriere für Etimesgut Şekerspor, Diyarbakırspor, Konyaspor und Fenerbahçe Istanbul. Nach vielen guten Jahren in verschiedenen Klubs wechselte er zu Fenerbahçe Istanbul. Unter der Leitung von Christoph Daum fand er nie die Chance konstant zu spielen. Daher ging er in der Saison 2005/06 auf Leihbasis zu Konyaspor. Nach der Saison in Konya konnte Murat Hacıoğlu zu Ankaraspor wechseln. Nach nur einer Saison in Ankara ging Murat Hacıoğlu zurück zu Konyaspor. Im Sommer 2008 wechselte er zu Kocaelispor, wo er nur ein Jahr blieb, da der Verein direkt wieder abstieg. Anschließend spielte er der Reihe nach bei Denizlispor, Kocaelispor und Altay İzmir.
Zur Saison 2011/12 wechselte er zu seinem Heimatverein Çaykur Rizespor. Bereits nach einer Saison verließ er Rize und heuerte beim Drittligisten Hatayspor an. Der Wechsel zu Hatayspor kam in letzter Instanz nicht zustande, sodass er die Hinrunde der Spielzeit 2012/13 vereinslos blieb. Für die Rückrunde heuerte er beim Drittligisten Gaziosmanpaşaspor an.
Im Sommer 2013 heuerte er beim Drittligisten Sarıyer SK an.

### Nationalmannschaftskarriere
Murat Hacıoğlu fing früh an für die türkischen Jugendnationalmannschaften zu spielen. Er durchlief ab der U-17 nahezu alle Jugendmannschaften. Für die Türkei bestritt Murat Hacıoğlu insgesamt vier Spiele, das erste am 31. März 2004 gegen Kroatien. Des Weiteren spielte er 2004 einmal für die zweite Auswahl der türkischen Nationalmannschaft.